# Laure Surville
Laure Surville (Tours, 29 de septiembre de 1800-París, 4 de enero de 1871) de soltera Laure Balzac, fue una escritora francesa. Publicó una biografía de su hermano el escritor Honoré de Balzac tras su muerte.

## Biografía

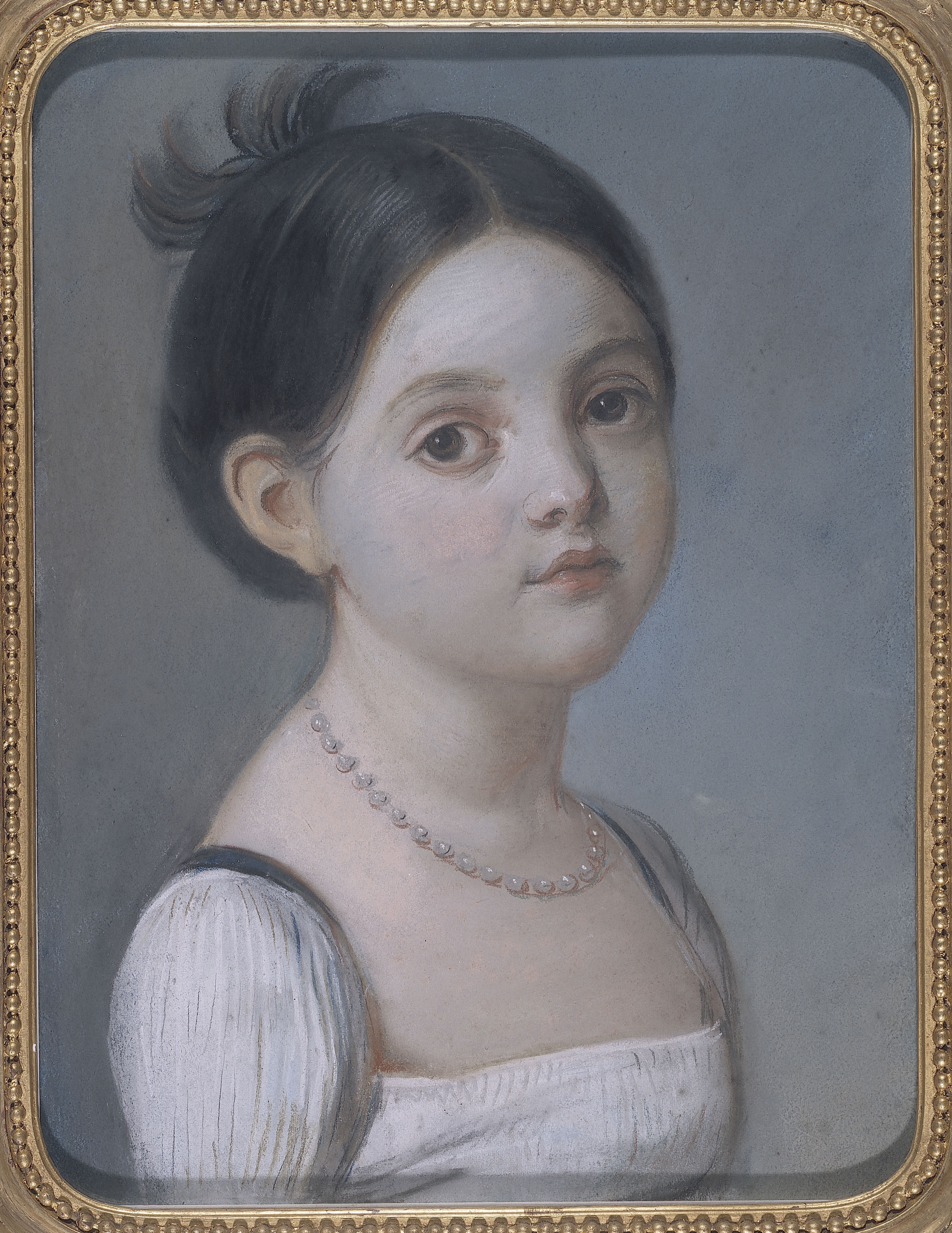
Laure de Balzac de niña.

Laure Balzac comenzó su carrera como autora escribiendo bajo el seudónimo "Lelio" para revistas literarias para niños. Luego publicó bajo el nombre de "Laure Surville", donde expresó el sentimiento equívoco que sentía hacia el estado de las escritoras casadas.
Laure Balzac fue homenajeada por su hermano Honoré por su cuento Le Voyage en coucou  de donde se inspiró para su novela Un comienzo en la vida en 1842.
Está enterrada en el cementerio Carnot de Suresnes.

## Vida personal
Laure Balzac se casó el 18 de mayo de 1820 con un politécnico, ingeniero de puentes y caminos llamado Eugène Auguste Georges Louis Midy de la Greneraye.
De su matrimonio nacieron tres hijas entre ellas, Sophie Surville y Valentine.

## Legado
- Una calle de París lleva su nombre: la calle Laure-Surville.[14]